# Taxa Social Única
A Taxa Social Única  (TSU) é uma medida contributiva para a Segurança Social prevista no Orçamento do Estado Português e aplicada a trabalhadores e empresas.
- A Taxa Social Única sobre os trabalhadores é de 11%.

- A Taxa Social Única sobre as empresas com base nos trabalhadores é de 23,75% (foi alterada em outubro de 2014 para 23% mas só até ao final de 2015 e apenas se: o trabalhador tiver sido contratado até ao final de maio de 2014; o trabalhador tiver recebido entre janeiro e agosto pelo menos um salário mínimo nacional (580,00 €); a empresa tiver a situação contributiva regularizada perante a Segurança Social).[1]

Por exemplo: um trabalhador com um vencimento bruto de 1000,00 terá que descontar para a Segurança Social os ditos 11%, isto é, 110,00, recebendo o trabalhador um vencimento líquido de 890,00 (salário nominal). O empregador contribui pela sua vez com 23,75% de 1000,00 (237,50). De entre as partes implicadas, a empresa ou entidade patronal é responsável pela entrega do total das contribuições devidas à Segurança Social, que no caso anterior corresponde a um total de 347,50, isto é, (11% + 23,75%)  x 1000,00 = 34,75% x 1000,00 = 347,50. 